# Departamentul Morazán
Departamentul Morazán este una dintre cele 14 unități administrativ-teritoriale de gradul I  ale statului  El Salvador. La recensământul din 2007 avea o populație de 174.406 locuitori. Reședința sa este orașul San Francisco Gotera. A fost fondat în 1865. Ocupația de bază a zonei este agricultura (culturi  de cacao, trestie de zahăr, cafea, banane și creșterea ovinelor, bovinelor, porcinelor, etc).